# قصی صدام حسین
قصی صدام حسین (عربی: قصی صدام حسین؛ زاده ۱۶ مهٔ ۱۹۶۶ درگذشته ۲۲ ژوئیهٔ ۲۰۰۳) دومین فرزند صدام حسین رئیس‌جمهوری عراق و یک سیاست‌مدار اهل عراق بود.
قصی به همراه برادر بزرگترش عدی و پسرش مصطفی چند ماه پس از سقوط بغداد، در شهر موصل با نیروهای آمریکایی درگیر شدند و پس از درگیری ۶ ساعته کشته شدند. دو پسر دیگر قصی به همراه همسرش به اردن فرار کردند و هم اکنون در این کشور زندگی می‌کنند.